# Sdau (Sangkom Thmei)
Sdau es una comuna (khum) del distrito de Sangkom Thmei, en la provincia de Preah Wijía, Camboya. En marzo de 2008 tenía una población estimada de 2477 habitantes.
Se encuentra ubicada al norte del país, a poca distancia al oeste del río Mekong y al sur de las fronteras con Laos y Tailandia.